# Línia evolutiva d'Anorith
Aquesta línia evolutiva de Pokémon inclou Anorith i Armaldo.

## Anorith
Anorith és una de les espècies que apareixen a la franquícia Pokémon. És de tipus roca i tipus planta i evoluciona a Armaldo.

## Armaldo
Armaldo és una de les espècies que apareixen a la franquícia Pokémon. És de tipus roca i tipus planta i evoluciona d'Anorith.